# Mosulská přehrada
Mosulská přehrada, původně nazývaná Saddámova přehrada, je největší přehrada v Iráku a čtvrtá největší na Blízkém východě. Nalézá se na řece Tigris v guvernorátu Ninive. Stavba přehrady, která se měla stát symbolem moci Saddáma Husajna, byla zahájena v roce 1980. Otevřena byla v roce 1986 a od té doby vyžaduje kvůli nestabilnímu sádrovcovému podloží neustálou údržbu a rekonstrukce.
Přehrada, jejíž výstavba stála 1,5 miliardy dolarů (32 miliard korun), pojme 12 miliard kubických metrů vody. Generátory jsou schopny vyrobit 1 010 megawattů elektřiny.

## Problémy s podložím
Kvůli sádrovcovému podloží na přehradě trvale probíhají opravné práce, hráz je zpevňována betonovými injektážemi. Podle Richarda Coffmana z univerzity v Arkansasu se provádějí 24 hodin denně šest dní v týdnu. Americká vláda za opravy hráze od roku 2003 utratila 30 milionů dolarů.

## Možné důsledky kolapsu
Případné protržení přehrady by bylo fatální zejména pro Mosul, který se nachází 30 kilometrů od ní. Přílivová vlna by mohla zničit až 70 % města. Ohrožena by byla i města Tikrít, Samarra, možná i Bagdád.

## Boje v létě 2014
Počátkem srpna 2014 přehradu obsadili ozbrojenci Islámského státu a její okolí zaminovali. V oblasti tak panovaly obavy z toho, že islamisté sníží dodávky vody nebo elektřiny, podle méně pravděpodobného scénáře vyhodí hráz do povětří a zatopí města a rozsáhlé oblasti pod přehradou. Po deseti dnech ji však kurdské a irácké vládní síly za podpory USA dobyly zpět.